# USS Michael Murphy (DDG-112)

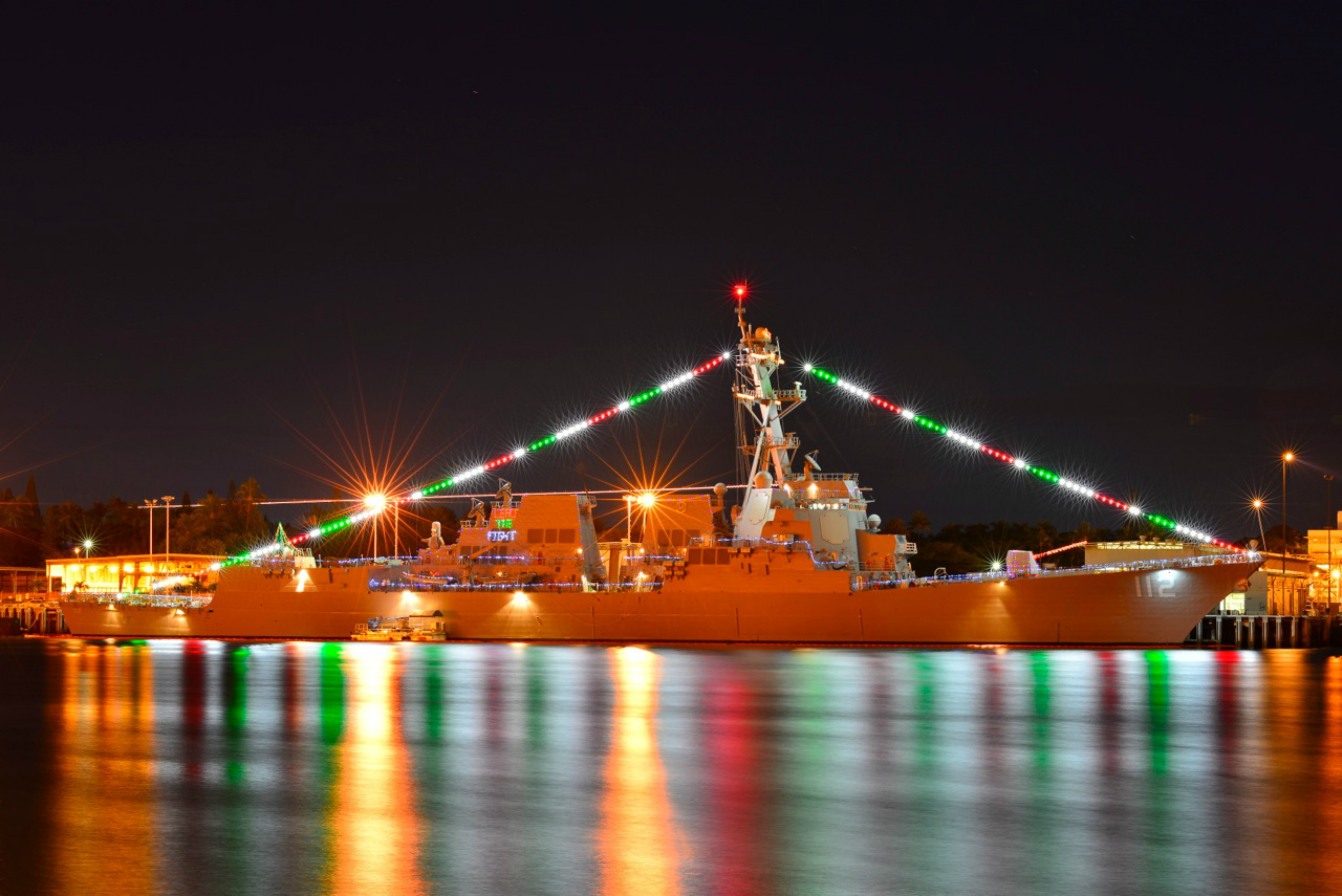
O contratorpedeiro Michael Murphy no porto de Pearl Harbor, em dezembro de 2013.

USS Michael Murphy (DDG-112) é um navio de guerra da Marinha dos Estados Unidos. O contratorpedeiro foi encomendado em 2002 e entrou em operação em 4 de maio de 2012. 
A embarcação tripulada por 30 oficiais e 282 marinheiros, foi designada para Pearl Harbor base naval dos Estados Unidos e o quartel-general da frota norte-americana do Pacífico, na ilha de O'ahu, Havaí. O barco com 9 515 de arqueação bruta, possui 2 381 de  tonelagem de arqueação líquida.
O nome do DDG-112 é uma homenagem e reconhecimento ao tenente Michael Patrick Murphy (1976-2005) da Navy SEALs, força de operações especiais da Marinha dos Estados Unidos, morto em combate na Guerra do Afeganistão.